# Niel (prowincja Antwerpia)
Niel – miejscowość i gmina (gemeente) w Belgii, w Regionie Flamandzkim, w prowincji Antwerpia, w okręgu Antwerpia. 1 stycznia 2024 roku liczyła 10 966 mieszkańców.

## Demografia
Liczba mieszkańców, stan na 1 stycznia:
| Rok                | 1900  | 1930   | 1970  | 1990  | 2020   | 2024   |
| ------------------ | ----- | ------ | ----- | ----- | ------ | ------ |
| Liczba mieszkańców | 7.310 | 10.275 | 9.788 | 7.814 | 10.546 | 10.966 |